# غوردون كليفورد (لاعب دوري الرغبي)
غوردون كليفورد (بالإنجليزية: Gordon Clifford)‏ هو لاعب دوري الرغبي أسترالي، ولد في 1928، وتوفي في 2008 في Arncliffe, New South Wales ‏ في أستراليا.